# Stade Malien
Stade Malien – malijski klub piłkarski, grający obecnie w pierwszej lidze, mający siedzibę w mieście Bamako, stolicy kraju.

## Historia
Klub został założony w 1960 roku w wyniku fuzji dwóch innych klubów z Bamako, Jeanne d’Arc oraz Espérance de Bamako. Już rok później wywalczył swoje pierwsze trofeum – Puchar Mali. Natomiast swój premierowy tytuł mistrzowski Stade Malien zdobył w 1970 roku. W 2007 roku świętował triumf w lidze po raz czternasty (więcej triumfów ma tylko rywal z Bamako, Djoliba AC).

## Sukcesy
- Malien Premiere Division 16

1970, 1972, 1984, 1987, 1989, 1993, 1994, 1995, 2000, 2001, 2002, 2003, 2005, 2006, 2007, 2010, 2011
- Puchar Mali: 16

1961, 1963, 1970, 1972, 1982, 1984, 1985, 1986, 1988, 1990, 1992, 1994, 1997, 1999, 2001, 2006
- Superpuchar Mali: 7

1998, 2000, 2001, 2005, 2006, 2007, 2009, 2010
- Afrykański Puchar Konfederacji: 1

2009
- Puchar UFOA: 1

1992
- Coupe d'Afrique Occidentale Française: 2

1953, 1956 (jako Jeanne d’Arc)